# Beszterce-Naszód vármegye

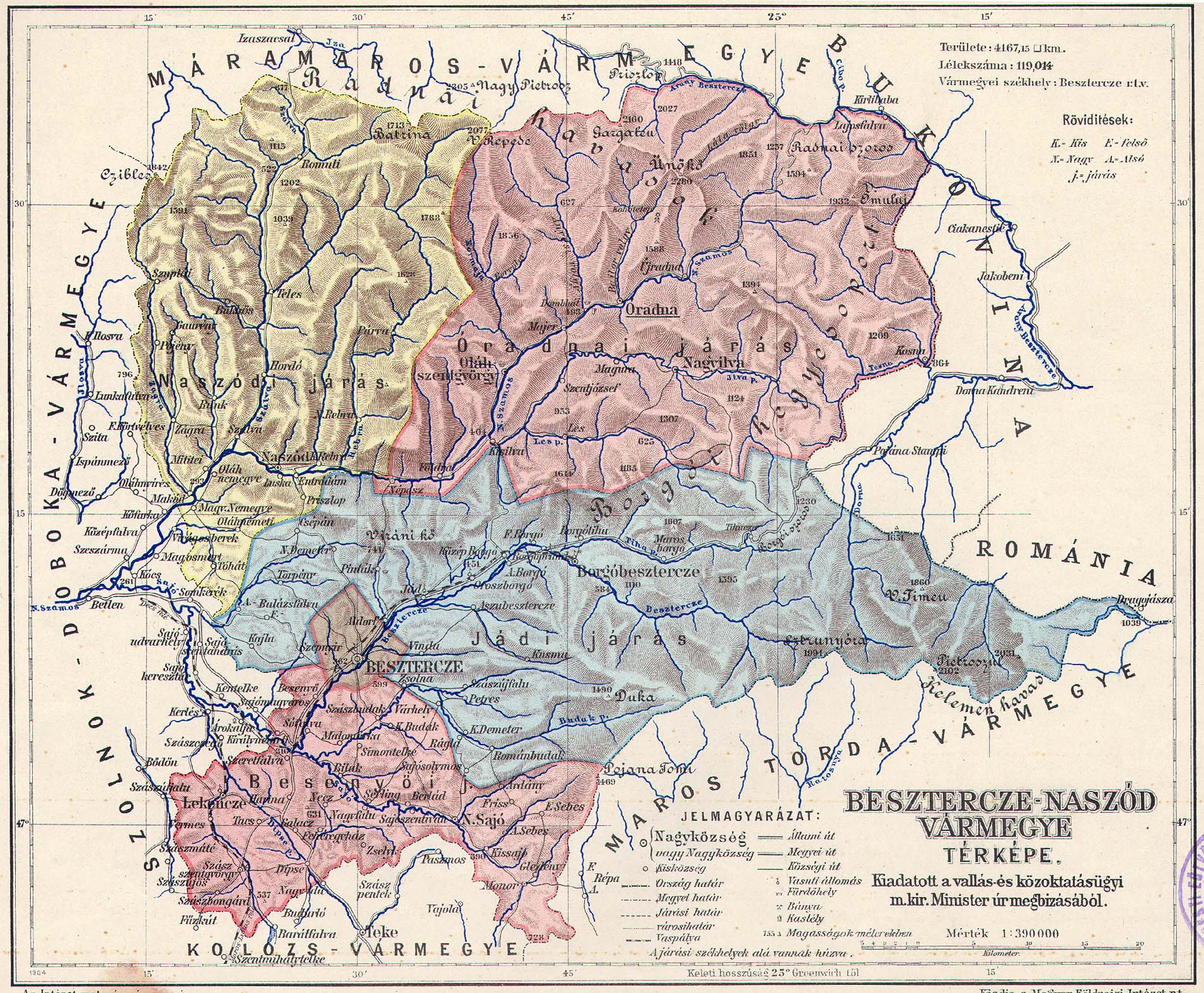
Beszterce-Naszód vármegye közigazgatási térképe 1910-ből

Beszterce-Naszód vármegye (románul: Comitatul Bistrița-Năsăud, németül: Komitat Bistritz-Nösen, latinul: Comitatus Bistriciensis et Nasodiensis) közigazgatási egység volt Magyarország erdélyi részében 1876 és 1920, majd 1940 és 1945 között. Területe ma Románia része. Székhelye Beszterce volt, de fontos települése volt még Naszód is.

## Földrajz
Területének teljes részét a Keleti-Kárpátok hegység csoportjai foglalták el. Egyike volt a Magyar Királyság leghegyesebb vármegyéinek. Legfontosabb folyója a Beszterce. Északról Máramaros vármegye, keletről Bukovina osztrák tartomány és Románia, délről Csík vármegye, Maros-Torda vármegye és Kolozs vármegye, míg nyugatról Szolnok-Doboka vármegye határolta.

## Története
1876-ban alakult Beszterce vidéke és Naszód vidéke, valamint Doboka vármegye és Belső-Szolnok vármegye egyes részeinek összevonásával.

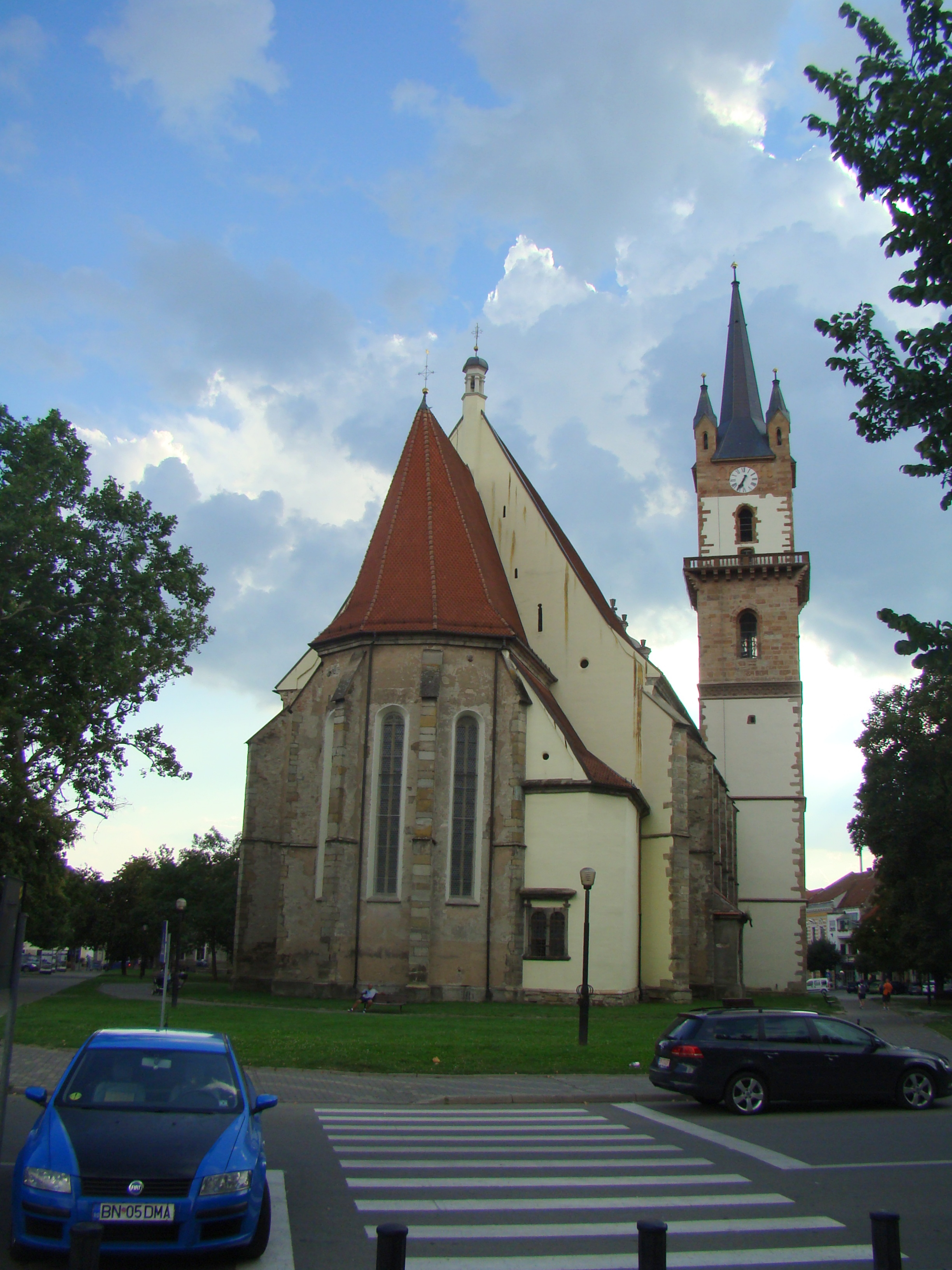
A besztercei evangélikus templom

1920-tól a vármegye Románia részévé vált. A második bécsi döntés értelmében 1940-ben a vármegye  visszakerült Magyarországhoz, ekkor Budatelke és környéke is ide került, ami 1920 előtt Kolozs vármegye Nagysármási járásához tartoztak. 1944 végén szovjet-román megszállás alá került.
A második világháború után újra Románia része lett. Jelenleg az egykori vármegye területének nagy része a romániai Beszterce-Naszód megye része, Kosna és Radnalajosfalva pedig Suceava megyéhez tartozik.

## Lakosság
- A lakosság száma 1880-ban 95 017 volt.[2] Közülük 3 540 magyar (3,73%), 23 113 német (24,33%), 62 048 román (65,30%) anyanyelvű volt.[1]

1910-ben a vármegyének összesen 127 843 lakosa volt, ebből:
- 87 564 (68,49%) román
- 25 609 (20,03%) német
- 10 737 (8,42%) magyar[1]

## Közigazgatás
A 20. század elején a vármegye négy járásra volt felosztva:
- Besenyői járás, székhelye Beszterce (rendezett tanácsú város)
- Jádi járás, székhelye Jád
- Naszódi járás, székhelye Naszód
- Óradnai járás, székhelye Óradna